# Diego del Gastor
Diego del Gastor (né Diego Amaya Flores à Arriate le 27 mars 1908 et mort à Morón de la Frontera le 7 juillet 1973) est un guitariste de flamenco gitan.

## Trajectoire artistique

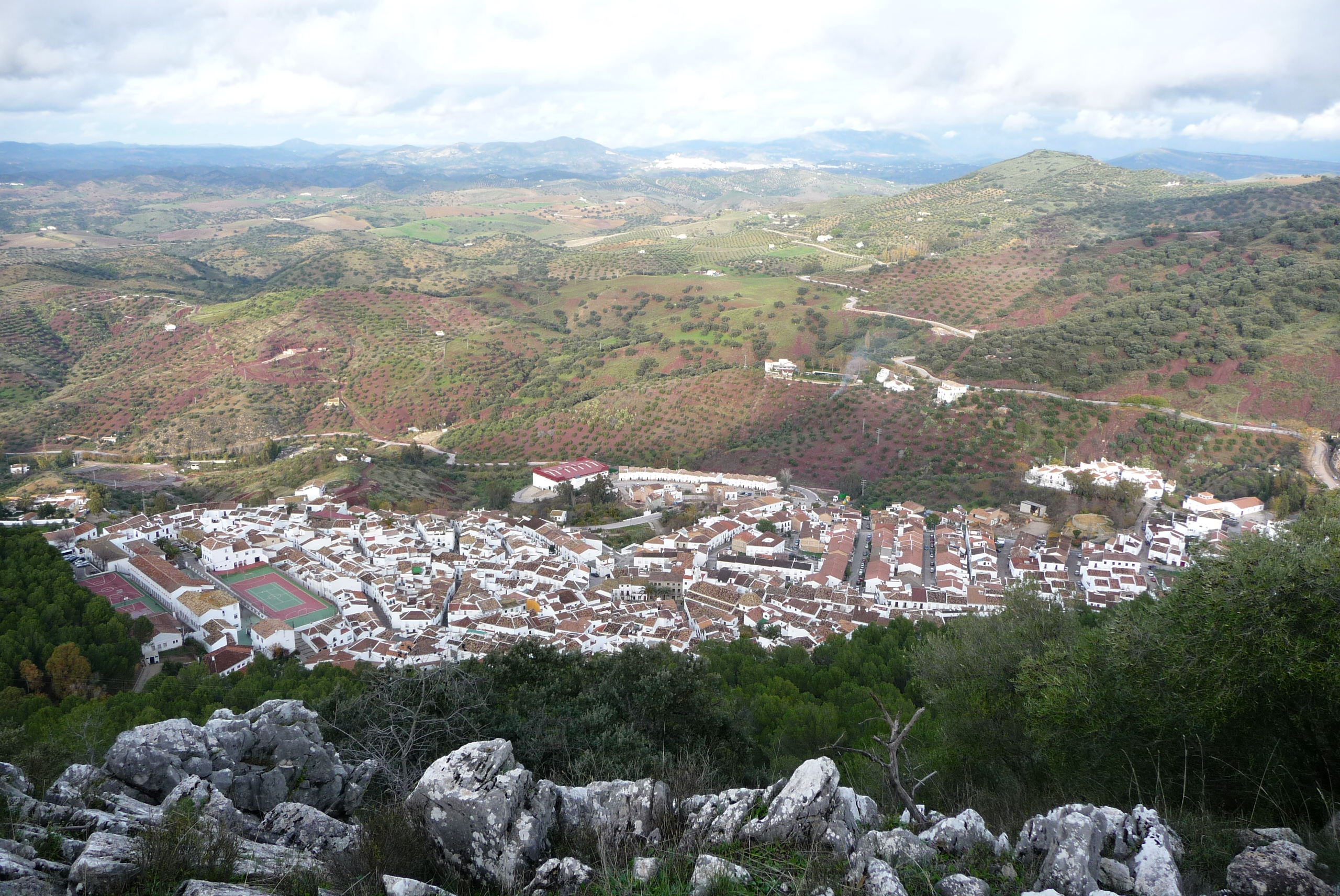
El Gastor (province de Cadix)

Son surnom provient de El Gastor, bourgade andalouse dans laquelle il passa son enfance. Formé par son frère, il étudia pendant trois ans le solfège puis continua en autodidacte, influencé par le jeu de guitaristes tels que Ramón Montoya, Pepe Naranjo ou Niño Ricardo, selon ses propres mots.
Installé à Morón de la Frontera, la proximité de la base aérienne hispano-américaine de Morón le fit entrer en contact avec des amateurs de flamenco américains, auxquels il donna des cours de guitare.
Grand improvisateur à la guitare, il était très apprécié des cantaores qu'il a accompagnés, tels que Joselero de Morón, Fernandillo de Morón, Manolito de María, Juan Talega, Perrate de Utrera, les sœurs Bernarda et Fernanda de Utrera, les frères Curro Mairena et Antonio Mairena, Rosalía de Triana et José Menese.
Selon le flamencologue Donn E. Pohren, Diego del Gastor constitue le représentant majeur du style de guitare flamenca de Morón de la Frontera.

## Héritage
Depuis 1992, le Festival de flamenco Diego del Gastor se tient chaque année à El Gastor.

## Discographie

### Soliste
- Misterios de la guitarra flamenca (Ariola 10521-A, 1972)
- Evocaciones (Pasarela, 1990)
- El eco de unos toques (livret + CD, El Flamenco Vive, 2007, contient Misterios de la guitarra flamenca et Evocaciones)
- Flamenco y Universidad Vol. IV (Marita, 2009)

### Accompagnateur
- Los cantes inéditos de Juan Talega (Coliseum, 1991)
- Fernanda y Bernarda de Utrera: cantes inéditos (livret + CDs, Diputación de Sevilla, 1999)
- Alcalá de Guadaíra en la historia del flamenco (Marita, 2007)